# Hyrrokkin (satelit)
Hyrrokkin /hi'ro.kin/ sau Saturn XLIV este un satelit natural al lui Saturn. Descoperirea sa a fost anunțată de Scott S. Sheppard⁠(d), David C. Jewitt⁠(d), Jan Kleyna⁠(d) și Brian G. Marsden pe 26 iunie 2006, din observații efectuate între 12 decembrie 2004 și 30 aprilie 2006.
Hyrrokkin are aproximativ 8 kilometri în diametru,  și orbitează în jurul lui Saturn la o distanță medie de 18.168 Mm în 914 zile, la o înclinație de 153° față de ecliptică (154° față de ecuatorul lui Saturn), într-o direcție retrogradă și cu o excentricitate de 0,3582. În timpul a patru observații din martie 2013, perioada de rotație sinodică a fost măsurată de sonda spațială Cassini la a fi de aproximativ 12 ore și 45 de minute. Perioada de rotație a fost ulterior rafinată la 12.76±0.03 ore. Curba sa de lumină arată trei minime așa cum se observă la Ymir și Siarnaq, dar are un minim mult mai puțin adânc decât ceilalți. Perioada de rotație și orbita sunt similare cu cele ale lui Greip, doar înclinația fiind semnificativ diferită, dar nu se știe dacă sateliții sunt strâns legați între ei.
A fost numit în aprilie 2007 după Hyrrokkin⁠(d), o uriașă din mitologia nordică, care a lansat Hringhorni⁠(d), nava funerară a lui Baldr. Inițial a fost menționat ca fiind scris Hyrokkin, dar ortografia a fost corectată ulterior.